# Pollachius virens

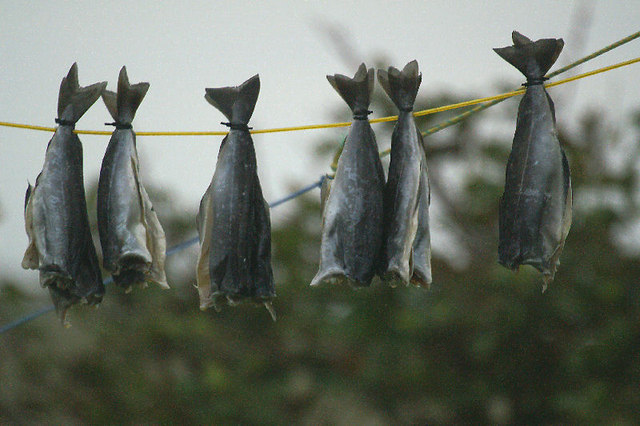
Una vez salado, el carbonero fue antaño un elemento básico de la dieta de las Islas Shetland.

El carbonero o fogonero (Pollachius virens), y su denominación científica primigenia es Gadus virens. Se suele confundir por su similitud tanto en forma como en peso con el bacalao (Gadus morhua) o el abadejo (Pollachius pollachius), y a veces suele sustituir culinariamente a alguno de ellos. En algunos comedores, se utiliza como tiburón o tintorera. 
La característica que lo distingue (entre otras) de ambos es la línea que recorre longitudinalmente ambos lomos.

## Características
Este pez puede alcanzar una longitud de un poco más de un metro, aunque es muy frecuente ver especímenes que rondan entre los 35 cm y el metro. Se encuentra generalmente en el océano Atlántico en el norte de Francia, Alemania, Holanda y en Islandia, en el suroeste de Groenlandia, así como en las costas del este de Canadá. Rara vez cambia de climas y es muy poco frecuente encontrarlo en latitudes más bajas. En España rara vez se lo ve en las lonjas y si así fuera corresponderían a las de las costas del norte.
Es un pez activo que suele vivir en pequeños grupos, en aguas a una profundidad de 200 metros. Suele distinguirse por tener una piel ligeramente oscura por el lomo, que oscila entre el negro y el verde oscuro (por esta razón se le denomina carbonero), posee una aleta caudal ahorquillada. La máxima edad reportada de un ejemplar ha sido de 30 años. La fortaleza y tamaño del pez hace de él uno de los más apreciados para la pesca deportiva.

## Sinónimos
Existen dos sinónimos reconocidos por la FAO
- Gadus carbonarius, Linnaeus, 1758
- Gadus colinus, Lacépède, 1800

No obstante en la literatura se mencionan otros:
- Gadus sey Lacépède, 1800;
- Gadus purpureus Mitchill, 1815
- Merlangius virens Fleming, 1828
- Merlangus carbonarius, Fleming, 1828
- Merlangus purpureus, Storer, 1839; Storer, 1846;
- Merlangus leptocephalus, Storer, 1839
- Pollachius carbonarius, Gill, 1863; Gill, 1864.

## Relación con el hombre

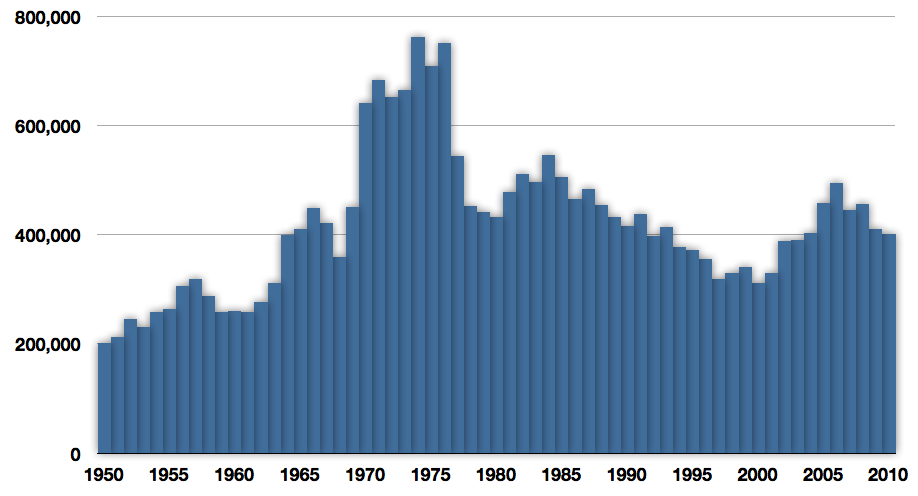
Capturas globales de carbonero en toneladas. Fuente: FAO, 1950–2010

Su uso principal es para la alimentación humana. En el año 1987 la FAO mencionaba una captura total de 483 758 toneladas, la mayor parte de la producción directamente asociada al consumo del norte de Europa (el 80% de las capturas se hacen entre los meses de octubre a diciembre), sobre todo Dinamarca e Islas Faroe. Aparece frecuentemente en los platos de las gastronomías del norte (es el tercer pescado en importancia en Alemania), preparado de diferentes formas: fresco (es uno de los pescados frecuentes del fish and chips), frito en mantequilla o en algún aceite. Es servido con patatas fritas también en los países nórdicos, en salazón, o secado al aire. Posee una carne blanca, fácilmente separable.